# Jørgen Gotfredsen
Jørgen Gotfredsen (født 20. maj 1927 i Gentofte, død 3. juli 1989) var en dansk advokat og politiker, der var borgmester i Gentofte Kommune fra 1970 til 1984, valgt for Konservative.
Han var søn af skoleinspektør og lokalhistorisk forfatter L. Gotfredsen og hustru Ingeborg f. Hagedorn (død 1971).
Gotfredsen var borgmester fra kommunalreformens ikrafttræden til 31. marts 1984. Birthe Philip overtog derefter resten af valgperioden.
I sit civile liv var Gotfredsen advokat med møderet for Landsretterne. Han var gift med partifællen Annelise Gotfredsen, men parret blev skilt i 1983.
Han var bl.a. Ridder af 1. grad af Dannebrogordenen.
Niels Winkel malede i 1990 et portræt af Gotfredsen til Gentofte Rådhus. Han er begravet på Hellerup Kirkegård.